# Masdevallia aphanes
Masdevallia aphanes es una especie de orquídea epífita originaria de Ecuador a Perú.

## Descripción
Es una orquídea de pequeño tamaño que prefiere el clima cálido al frío, es de hábitos epífitas a veces, litófitas, con un tallo negruzco, erguido y suberecto envuelto basalmente por 2 a 3 cortas vainas tubulares y con una sola hoja, apical, erecta, coriácea, elíptica, estrechamente cuneada abajo y de base peciolada y negruzca.  Florece en una delgada inflorescencia, suberecta de 3 a 5 cm de largo,  con una sola flor. La floración se produce en la primavera y el verano

## Distribución y hábitat
Es originaria de Ecuador y Perú donde se encuentra en los bosques nubosos en alturas de alrededor de 1700 a 2000  metros

## Sinonimia
- Luzama aphanes (Königer) Luer, Monogr. Syst. Bot. Missouri Bot. Gard. 105: 10 (2006), with incorrect basionym ref.[1][2]